# Herodes-Prämie
Als Herodes-Prämie bezeichnete die Presse eine landwirtschaftliche EU-Prämie, die von 1996 bis 2000 für die Schlachtung von unter 20 Tage jungen Kälbern in einigen EU-Ländern ausgezahlt wurde – je Kalb umgerechnet zwischen 230 und 288 DM.
Die Bezeichnung ist eine von Tierschützern erschaffene Komposition, die von Herodes (73–4 v. Chr.) abgeleitet wurde. Dieser ließ laut einer Erzählung der Bibel neugeborene Kinder töten, da er unter ihnen das Jesuskind fürchtete.

## Praxis
Die offizielle Bezeichnung lautet Prämie (Sondervergütung) für frühzeitiges Schlachten von bis zu 20 Tage alten Kälbern. Die „Herodes-Prämie“ wurde eingeführt, um die am Überangebot leidenden Fleischpreise in Europa zu stabilisieren. Da die Kälberkörper der EU-Verordnung nach nicht auf den gewöhnlichen Fleischmarkt gelangen dürfen, werden die Tiere zumeist vernichtet, zu Tiermehl oder Fischfutter verarbeitet. Nur in Großbritannien, Irland, Frankreich und Portugal wurde die Prämie gezahlt, bis Februar 1999 für etwa 3 Millionen Kälber. 

## Situation in Deutschland
In Deutschland ist die Prämie nicht zulässig, da nach dem deutschen Tierschutzgesetz für die Tötung von Tieren ein vernünftiger Grund erforderlich ist und es umstritten ist, ob die Marktregulierung einen solchen Grund darstellt. Die deutsche Bundesregierung gab zusammen mit den Kommissaren aus Dänemark, Österreich und Schweden stets ethische Bedenken gegen diese Praxis zu Protokoll. Der Export von deutschen Kälbern wurde auch dadurch verhindert, dass die Tierschutztransportverordnung den Transport von Kälbern im Alter von unter 14 Tagen untersagt.